# Super Bowl XXXVI
Super Bowl XXXVI je bio završna utakmica 82. po redu sezone nacionalne lige američkog nogometa. U njoj su se sastali pobjednici AFC konferencije New England Patriotsi i pobjednici NFC konferencije St. Louis Ramsi. Pobijedili su Patriotsi rezultatom 20:17, kojima je to bio prvi osvojeni naslov.
Utakmica je odigrana na stadionu Louisiana Superdome u New Orleansu u Louisiani, kojem je to bilo deveto domaćinstvo Super Bowla, šesto na ovom stadionu (zadnje Super Bowl XXXI 1997. godine.

## Tijek utakmice
| Četvrtina | Vrijeme | Momčad | Informacija o promjeni rezultata                                                   | Rezultat | Rezultat |
| Četvrtina | Vrijeme | Momčad | Informacija o promjeni rezultata                                                   | Patriots | Rams     |
| --------- | ------- | ------ | ---------------------------------------------------------------------------------- | -------- | -------- |
| 1         | 3:10    | STL    | field goal (Wilkins)                                                               | 0        | 3        |
| 2         | 8:49    | NE     | touchdown nakon osvojene lopte (Law), uspješan pokušaj za dodatni poen (Vinatieri) | 7        | 3        |
| 2         | 0:31    | NE     | touchdown dodavanjem (Brady-Patten), uspješan pokušaj za dodatni poen (Vinatieri)  | 14       | 3        |
| 3         | 1:18    | NE     | field goal (Vinatieri)                                                             | 17       | 3        |
| 4         | 9:31    | STL    | touchdown probijanjem (Warner), uspješan pokušaj za dodatni poen (Wilkins)         | 17       | 10       |
| 4         | 1:30    | STL    | touchdown dodavanjem (Warner-Proehl), uspješan pokušaj za dodatni poen (Wilkins)   | 17       | 17       |
| 4         | 0:00    | NE     | field goal (Vinatieri)                                                             | 20       | 17       |

## Statistika utakmice

### Statistika po momčadima
| Statistika                                                      | New England Patriots | St. Louis Rams |
| --------------------------------------------------------------- | -------------------- | -------------- |
| Prvih pokušaja                                                  | 15                   | 26             |
| Ukupno osvojenih jardi                                          | 267                  | 427            |
| Broj napada probijanjem                                         | 25                   | 22             |
| Ukupno jardi osvojenih probijanjem                              | 133                  | 90             |
| Broj napada s kompletiranim dodavanjem/ukupno napada dodavanjem | 16/27                | 28/44          |
| Ukupno jardi osvojenih dodavanjem                               | 134                  | 337            |
| Izgubljenih lopti                                               | 0                    | 3              |
| Prekršaji (izgubljenih jardi)                                   | 5 (31)               | 6 (39)         |
| Vrijeme posjeda lopte (min:s)                                   | 26:30                | 33:30          |

### Statistika po igračima
| Quarterback       | Dodavanja* | Yds** | TD*** | Int**** |
| ----------------- | ---------- | ----- | ----- | ------- |
| Tom Brady (NE)    | 16/27      | 145   | 1     | 0       |
| Kurt Warner (STL) | 28/44      | 365   | 1     | 2       |

Napomena: * - broj kompletiranih dodavanja/ukupno dodavanja, ** - ukupno jardi dodavanja, *** - broj touchdownova (polaganja), **** - broj izgubljenih lopti